# Hypercompe candida
Hypercompe candida är en fjärilsart som beskrevs av Köhler 1924. Hypercompe candida ingår i släktet Hypercompe och familjen björnspinnare. Inga underarter finns listade i Catalogue of Life.